# 国際教養大学
国際教養大学（こくさいきょうようだいがく、英語: Akita International University）は、秋田県秋田市雄和椿川字奥椿岱193-2に本部を置く日本の公立大学。2004年創立、2004年大学設置。大学の略称はAIU（エーアイユー）、教養大、国教大。

## 概観

### 大学全体
日本で初の地方独立行政法人の運営による単科大学。公立大学法人の設立団体は秋田県。1990年（平成2年）に開校し、2003年（平成15年）に閉校となった米国ミネソタ州立大学機構（MnSCU）秋田校の跡地に開学した。初代学長中嶋嶺雄の方針の下、海外とのコミュニケーション能力を重視したカリキュラムが組まれた。グローバル・ビジネス領域（経営学）、グローバル・スタディズ領域（国際関係論）、グローバル・コネクティビティ領域（テクノロジー・人文科学）を有する。

### 理念
国際教養大学は、その理念として「英語をはじめとする外国語の卓越したコミュニケーション能力と豊かな教養、グローバルな専門知識を身に付けた実践力のある人材を養成し、国際社会と地域社会に貢献すること」を掲げている。

### 学風および特色

#### 学生の多様性
在学生は全国各地から集まっているが、三大都市圏からの学生が約半数を占める。在学生の出身高校所在地別学生数でみると、秋田県が約14%、秋田県以外の東北地方・北海道が約14%、関東地方が24%、中部地方が約14%、近畿地方が約14%、中国地方・四国・およびその以西が約12%、外国等が約8%である。
主に提携大学から来る留学生は日本語や日本文化専攻の学生とそうでない学生がいる。2013年秋学期では、26カ国・地域から167人であった。全員が日本人学生と同じ学内の寮やアパートに住んでおり、日本人学生と留学生との距離が近い学風を有する。

#### 留学の必須
国際教養大学の卒業要件には最低1年間の海外留学が含まれている。特定の単位数と必修科目を修め、TOEFL ITP550点およびGPA2.5以上の条件を満たせば自分の好きな時期に留学でき、多くは2年次の冬から3年次の冬まで留学する。留学先の大学では、自分の専攻分野のカリキュラムに合致する授業を1年間で30単位程度履修する（これは国際教養大学での履修単位数と変わらない）。
外国人教員比率は日本の大学の中では第2位の高さである。2011年時点では、専任教員の約55％が外国籍である。
また、第3代学長（理事長も兼任）としてスリランカ出身のモンテ・カセムが就任している。

## 沿革

### 年表
- 2004年（平成16年）
  - 4月 - 公立大学法人第1号として開学。
  - 9月 - 起業家リーダーシップ研究育成センター（CELS: Center for Entrepreneurship and Leadership Studies）設立。
- 2005年（平成17年）
  - 2月 - 地域環境研究センター（CRESI: Center for Regional Sustainability Initiatives）設立。
  - 7月 - 秋田市の秋田明徳館ビル内にサテライトセンター開設。
- 2006年（平成16年）4月 - グローバル・スタディズ課程の「中国分野」を「東アジア分野」に拡充。入学定員を100名から130名に増員。
- 2007年（平成19年）6月 - グローバルヴィレッジ（学生宿舎）竣工。
- 2008年（平成20年）
  - 3月 - 図書館竣工。入学定員を130名から150名に増員。
  - 4月 - 教職課程、言語異文化学習センター（LDIC）設置。
  - 9月 - 専門職大学院「グローバル・コミュニケーション実践研究科」開講（定員30名）。
  - 12月 - 講義棟（D棟）竣工。
- 2011年（平成23年）4月 - 入学定員が150名から175名に増員される。
- 2012年（平成24年）1月 - 東アジア調査研究センター（CEAR: Center for East Asia Research）設立[8]。
- 2013年（平成25年）
  - 2月14日 - 中嶋嶺雄学長が逝去。
  - 6月1日 - 鈴木典比古が法人理事長に就任（第2代学長を併任）[注釈 1]。
  - 10月7日 - 能動的学修支援センター（ALSC）設置。
- 2014年（平成26年）
  - 5月 - スーパーグローバル大学創成支援に申請（申請者および構想責任者は鈴木典比古）[9]。
  - 9月 - スーパーグローバル大学グローバル化牽引型指定校に選ばれる（2023年度までの10年間で約18億円の補助金が国から支給される[9]）。
  - 11月 - 開学10周年式典。初代学長中嶋嶺雄（故人）に「名誉学長」の称号が授与され、大学図書館の名称が「中嶋記念図書館」となる[10]。
- 2015年（平成27年）4月 - 地域環境研究センター（CRESI）と東アジア調査研究センター (CEAR) を統合し、アジア地域研究連携機構（IASRC: Institute for Asian Studies and Regional Collaboration）を設立[11]。
- 2021年（令和3年）6月1日 - モンテ・カセムが法人理事長に就任（第3代学長を併任）[7]。
- 2022年（令和4年）3月28日 - 新学生宿舎「つばきヴィレッジ」の完成記念式典を開催[12]。

## 基礎データ

### 所在地
- 秋田県秋田市雄和椿川字奥椿岱193-2

### 象徴
- イメージカラーは、緑色[13]。

- マスコットキャラクターは、国際的にも知名度が高い秋田犬をモチーフにした「ONE（ワン）」。秋田公立美術工芸短期大学の学生がデザインした[13]。

## 教育および研究

### 組織

#### 学部学科
- 国際教養学部国際教養学科[14]
  - グローバル・ビジネス領域（Global Business Program）
  - グローバル・スタディズ領域（Global Studies Program）
  - グローバル・コネクティビティ領域（Global Connectivity）
    - 学位
      - 学士（国際教養。英語による学位名称：Bachelor of Arts in International Liberal Arts）

#### 専門職大学院
- グローバル・コミュニケーション実践研究科（Graduate School of Global Communication and Language）
  - グローバル・コミュニケーション実践専攻（Graduate Program in Global Communication and Language Practices）
  - 英語教育実践領域
    - 専門職学位
      - 英語教育修士（専門職。英語による学位名称：Master of English Language Teaching (Professional)）

  - 日本語教育実践領域
    - 専門職学位
      - 日本語教育修士（専門職。英語による学位名称：Master of Japanese Language Teaching (Professional)）

  - 発信力実践領域
    - 専門職学位
      - 発信力実践修士（専門職。英語による学位名称：Master of Global Communication Practice (Professional)）

### 教育

#### 英語による授業
日本の学校教育法に基づく大学として、ほとんどの授業を英語で教授しているが、一部の授業（第二外国語、日本語教授法、日本語教育等）は日本語で行われている。入学直後の第1セメスターでは必ず EAP (English for Academic Purposes) と呼ばれる学術英語を叩き込むプログラムに所属し、TOEFL (ITP) 500点と GPA2.5以上の条件を満たして EAPを修了しなければ、次の BE (Basic Education) と呼ばれる基盤教育の科目を履修できない。

#### 3年次での専攻選択
学生は学部一括で募集され、初めの2年間は幅広い教養科目を履修し、3年次の専攻申告 (Major Declaration) に向け自分の適性や関心を見極める。専攻は「グローバル・ビジネス課程」、「グローバル・スタディズ課程」、「グローバルコネクティビティ課程」の中から選択し、これらの課程において社会科学と人文科学を主体とする学際諸分野を専攻する。

#### インターンシップ
最低2週間のインターンシップが奨励されており、実施後は3単位として認められる。

## 学生生活

### クラブ・サークル活動
国際教養大学では、2010年時点で29クラブ15サークル1特別団体が大学の公認で活動している。語学サークル、問題意識を持って討論するサークル、ユネスコなどの主催するプロジェクトや国際会議に参加する学生も多い。

### スポーツ
軟式野球部は、2006年、2009年に東日本大学軟式野球選手権大会へ出場している。2009年は、秋田・青森両県で構成される奥羽地区の予選大会で初優勝した。

### 学内生活

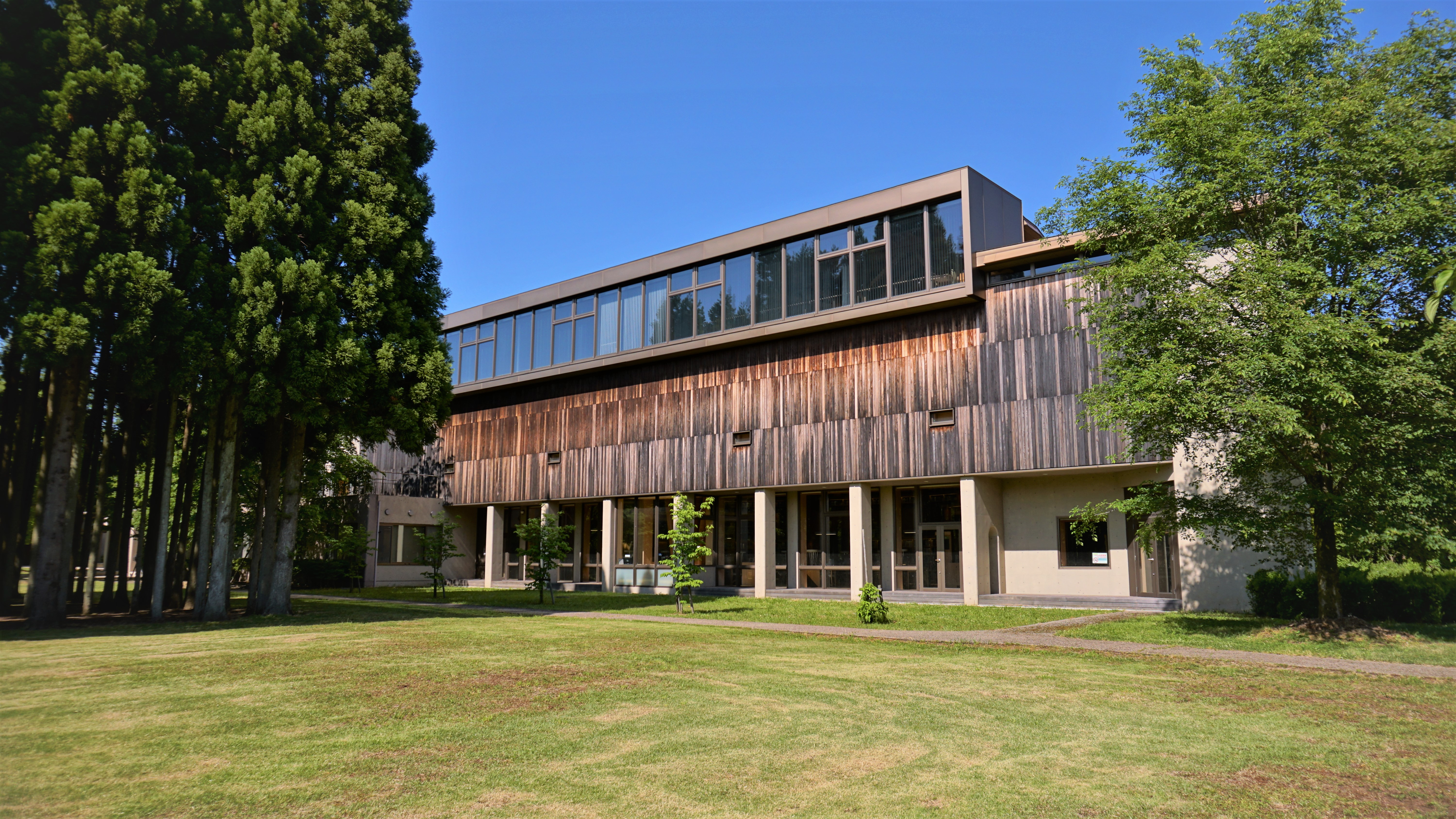
中嶋記念図書館 外構

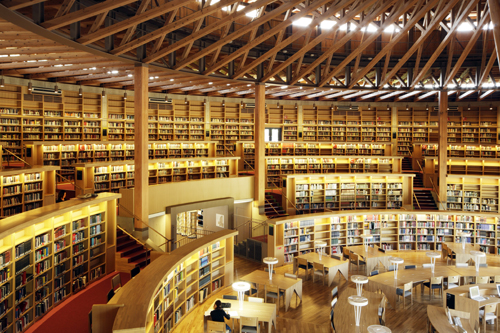
中嶋記念図書館 内部

入学後1年間は学内にある学生寮での生活が義務付けられており、2年次以降は学内にある大学が管理するアパート（グローバルヴィレッジ、さくらヴィレッジ）への入居を抽選により決定している。図書館やコンピューター室などは24時間利用可能としている。なお、大学図書館は仙田満・環境デザイン研究所による設計。天井高12m、半径22mの半円ホールは「本のコロセウム」をテーマとしたデザインで、内装は秋田杉を多く利用している。伝統技術を生かした傘型の梁、床、壁など美しい木材で作られた空間となっている。蔵書数は70,478冊、2013年10月には国際連合寄託図書館に認定された。

## 施設

### キャンパス
- 交通アクセス
  - 最寄り駅はJR奥羽本線・和田駅。
  - 和田駅とイオンモール秋田から路線バスが運行されており、和田駅からは秋田中央交通国際教養大学わだ駅線で「国際教養大学前」下車、イオンモール秋田からは秋田中央交通国際教養大学御所野線で「国際教養大学前」下車。
  - 自動車では、JR東日本奥羽本線秋田駅から30分、和田駅から15分、秋田空港から5分、日本海東北自動車道秋田空港ICから3分程度である。
- キャンパス内施設

各教室には一般企業による命名権購入により、その企業名が付けられている。また300名収容のレクチャーホールは神戸製鋼所が命名権を取得し「コベルコホール」と称される。
- 大学図書館

正式名称は、中嶋記念図書館。大学図書館が24時間、365日利用可能。学外者は営業時間制限あり。

## 対外関係

### 他大学との協定
国際教養大学は、県内においては「大学コンソーシアムあきた」と「秋田大学、秋田県立大学、秋田公立美術大学との大学協定に基づく連携活動」に参加している。
また、「グローバル5大学交流協定に基づく交流活動」を国際基督教大学 (ICU) 、立命館アジア太平洋大学 (APU) 、早稲田大学国際教養学部、および上智大学と締結している。
2023年、東北大学と包括連携協定を締結した。同年11月29日には奈良先端科学技術大学院大学とも包括連携協定を締結した。